# Фридрих IX фон Шьонбург-Глаухау
Фридрих IX фон Шьонбург-Глаухау (на немски: Friedrich IX von Schönburg-Glauchau; † 1389) е господар на Шьонбург-Глаухау-Валденбург.

## Произход
Той е син на Херман V фон Шьонбург-Глаухау († 1335) и съпругата му Мехтилд фон Вилденфелс, господарка на Глаухау († сл. 1335). Внук е на Фридрих III фон Шьонбург († 1310) и Мехтилд фон Гера († сл. 1309). Брат е на неженените Херман VII фон Шьонбург-Глаухауу († сл. 1367) и на Дитрих III фон Шьонбург-Глаухау († сл. 1365).

## Фамилия
Фридрих IX фон Шьонбург-Глаухау се жени за Агнес фон Вартенберг († сл. 1373). Те имат децата:
- Файт I фон Шьонбург-Глаухау († пр. 1422), женен I. за Агнес фон Шьонбург († сл. 1372), II. за Юта фон Лайзниг († сл. 1388/1420)
- София фон Шьонбург-Глаухау († сл. 1370), омъжена за Венцел I фон Шьонбург-Хасенщайн († сл. 1422), син на Бернхард I фон Шьонбург-Хасенщайн († сл. 1380) и Агнес фон Кверфурт
- Фридрих фон Шьонбург-Глаухау († сл. 1388)
- Зигисмунд фон Шьонбург-Глаухау († сл. 1388)
- Агнес фон Шьонбург-Глаухау († сл. 1399), омъжена за Фридрих фон Хелдрунген († сл. 1399)